# Herb Irkucka

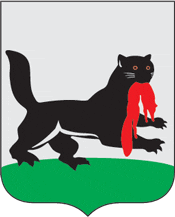
Herb Irkucka

Herb Irkucka (NHR:132) zatwierdzony 27 lutego 1996 to srebrna tarcza z zieloną podstawą, na której jest umieszczony czarny biegnący babr z czerwonymi oczami, trzyma on w zębach czerwonego sobola, obydwa zwierzęta zwrócone są w prawo.